# 楊仕丞
楊仕丞（1985年6月12日—），原名楊展旭，為台灣的棒球選手之一，曾效力於中華職棒兄弟象隊，守備位置為一壘手，目前已轉任球隊管理。

## 經歷
- 台南市協進國小少棒隊
- 台南市民德國中青少棒隊
- 高雄縣高苑工商青棒隊
- 台南縣嘉藥科大棒球隊（台糖）
- 中華職棒統一二軍借將（2006年、2008年、2009年）
- 中華職棒兄弟象隊代訓球員（2010年）
- 中華職棒兄弟象隊→中信兄弟隊（2011年－2014年）

## 職棒生涯成績
| 年度   | 球隊   | 出賽 | 打數 | 安打 | 全壘打 | 打點 | 盜壘 | 三振 | 四死 | 壘打數 | 雙殺打 | 打擊率 |
| ------ | ------ | ---- | ---- | ---- | ------ | ---- | ---- | ---- | ---- | ------ | ------ | ------ |
| 2011年 | 兄弟象 | 23   | 52   | 13   | 0      | 5    | 0    | 10   | 3    | 14     | 4      | 0.250  |
| 2012年 | 兄弟象 | 3    | 4    | 1    | 0      | 0    | 0    | 1    | 0    | 1      | 0      | 0.250  |
| 2013年 | 兄弟象 | 1    | 1    | 0    | 0      | 0    | 0    | 0    | 0    | 0      | 0      | 0.000  |
| 合計   | 3年    | 27   | 57   | 14   | 0      | 5    | 0    | 11   | 3    | 15     | 4      | 0.246  |

## 特殊事蹟
- 2011年4月22日，個人職棒一軍生涯初登板於嘉義市立棒球場對戰Lamigo桃猿隊，2打數無安打
- 2011年5月7日，於桃園國際棒球場對戰興農牛隊，為個人職棒生涯首次先發，擔任第八棒一壘手，在二局下從林英傑手中擊出生涯首安

## 外部連結
- 楊仕丞在台灣棒球維基館上的頁面（繁體中文）
- 球員資訊和成績在中華職棒官網（中文）